# 清華園駅
座標: 北緯39度58分52秒 東経116度20分01秒 / 北緯39.98111度 東経116.33361度
清華園駅（せいかえん-えき）は中華人民共和国北京市海淀区にかつて存在した京張線の駅である。

## 駅構造
相対式ホーム2面4線を有する地上駅、真ん中2線は通過線となっていた。
駅舎は上り線方面に位置し、両ホーム間は跨線橋で繋がっていた。
当駅の西側には敷地に寄り添う様に北京地下鉄13号線の高架橋が見え、またこの区間は単線の為、長距離列車と市郊線列車の交換、列車待避が行なわれていた。

## 駅周辺
- 清華大学
- 北京航空航天大学
- 北京地下鉄知春路駅 ※乗換駅ではない。
- 中関村

## 歴史

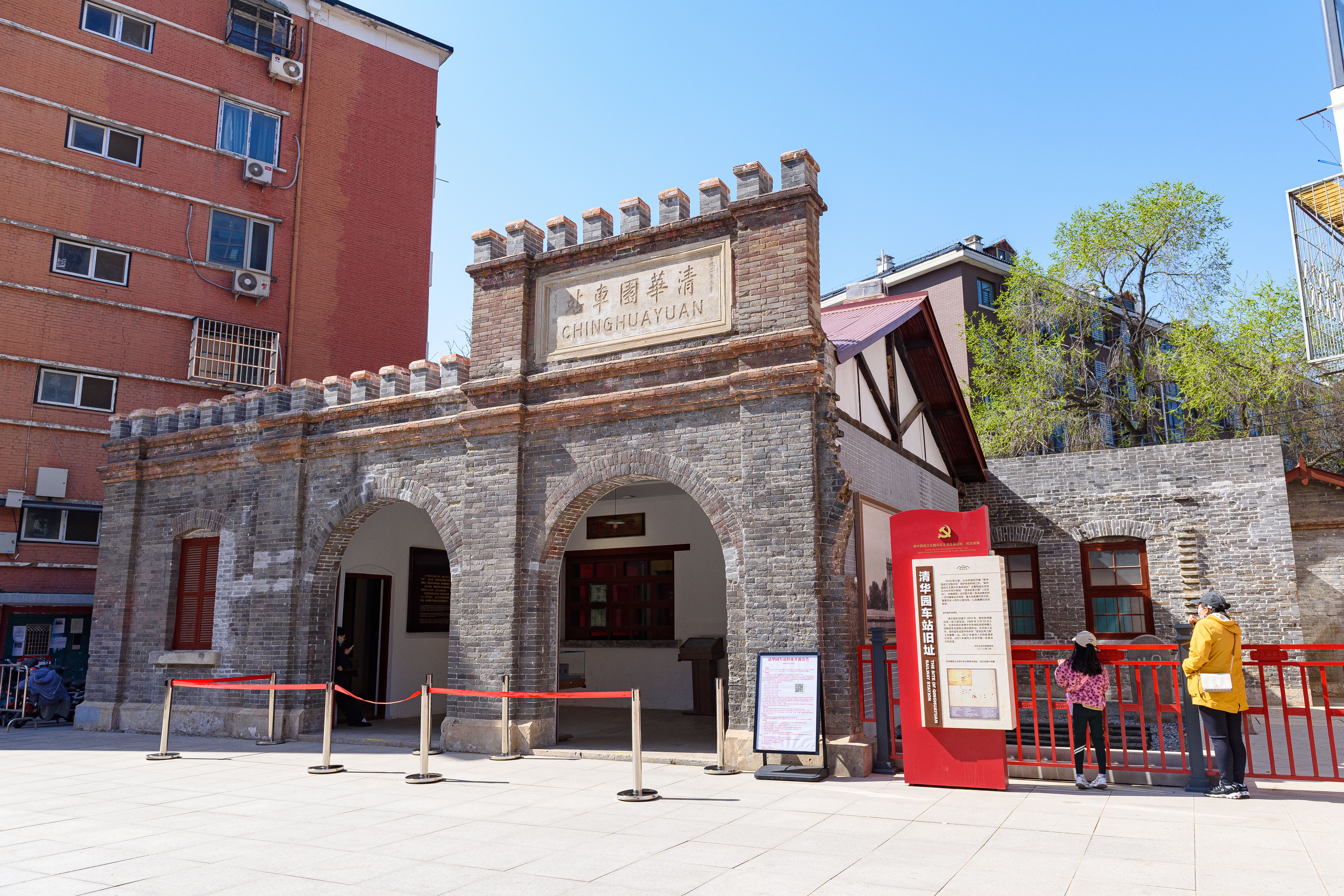
初代駅舎

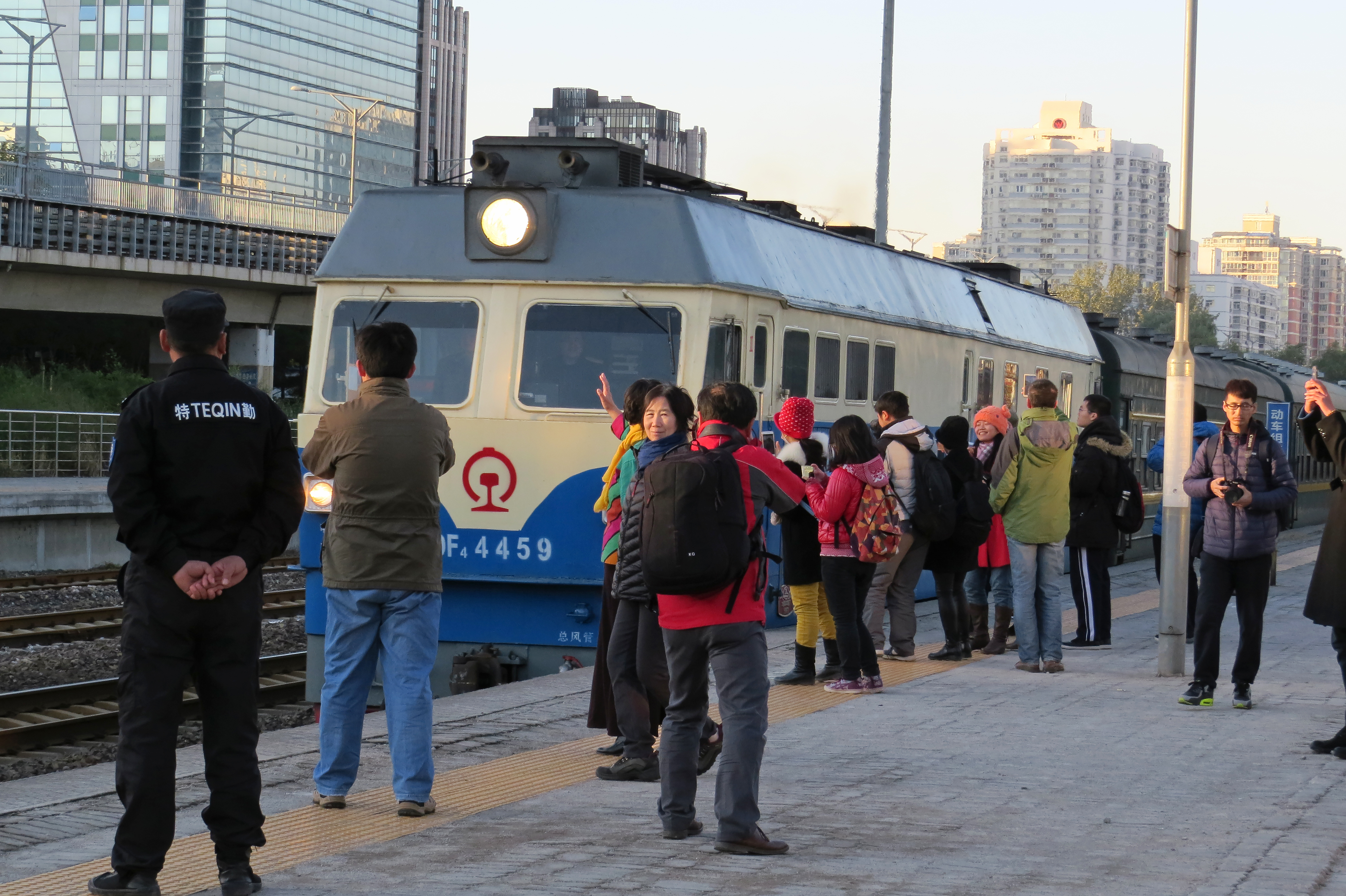
清華園駅のさよなら運転（4472次列車、2016年10月31日撮影）

- 1910年（宣統2年） - 清華大学東門附近にて開業。
- 1950年代初頭 - 500m南の現在位置に移転。
- 2008年 - 北京市郊鉄道S2線の運転開始に伴い、プラットホームの嵩上げを行なう。
- 2008年8月6日 - 北京市郊鉄道S2線が営業開始。
- 2016年11月1日 - 京張都市間鉄道の地下線の建設に伴い、廃駅となる。

## 隣の駅
中国国鉄
京張線・京通線・北京市郊鉄路S2線
北京北駅 - 清華園駅 - 清河駅